# The Beach Boys (album)
The Beach Boys, album som gavs ut i juni 1985 av The Beach Boys. Albumet var gruppens tjugonionde LP och albumet är producerat av Steve Levine (som tidigare producerat den engelska gruppen Culture Club).
Albumet var det första av gruppen på fem år.
Albumet nådde Billboard-listans 52:e plats.
På englandslistan nådde albumet 60:e plats.

## Låtlista
Singelplacering i Billboard inom parentes. 
1. Getcha Back (Mike Love/Terry Melcher) (#26)
2. It's Gettin' Late (Carl Wilson/M. Smith Schilling/R. Albin Johnson) (#82)
3. Crack At Your Love (Brian Wilson/Alan Jardine/Eugene E. Landy)
4. Maybe I Don't Know (Carl Wilson/M. Smith Schilling/Steve Levine/J. Lindsay)
5. She Believes In Love Again (Bruce Johnston)
6. California Calling (Alan Jardine/Brian Wilson)
7. Passing Friend (G. O'Dowd/R. Hay)
8. I'm So Lonely (Brian Wilson/Eugene E. Landy)
9. Where I Belong (Carl Wilson/R. White Johnson)
10. I Do Love You (Stevie Wonder)
11. It's Just A Matter Of Time (Brian Wilson/Eugene E. Landy)
12. Male Ego (Brian Wilson/Mike Love/Eugene E. Landy)

Fotnot: "Male Ego", från början baksidan på singeln "Getcha Back", är bonusspår på CD-utgåvan.